# Mentes peligrosas (película de 2017)
Mentes peligrosas es una película de 2017 conocida en inglés como Bad Genius y en tailandés como Chalard Games Goeng (ฉลาดเกมส์โกง). El título tailandés, Chalat Kem Kong es un juego de la frase tailandesa chalat kaem kong (ฉลาดแกมโกง), que significa "inteligente/astuto de forma engañosa". La palabra prestada en inglés juego reemplaza la palabra del medio, dando el significado de "inteligente en el juego de hacer trampa". El film fue distribuido por GDH 559 y dirigido por Nattawut Poonpiriya, y protagonizado por Chutimon Chuengcharoensukying en su debut cinematográfico como Lynn, una estudiante sobresaliente que diseña un esquema de fraude académico que eventualmente alcanza niveles internacionales.
Inspirada en noticias de la vida real de estudiantes que hacen trampa en el SAT, la película trasplanta la estructura del atraco a un entorno de exámenes escolares y presenta temas de desigualdad de clases, así como problemas sociales de adolescentes. El elenco principal joven está formado por los recién llegados Chanon Santinatornkul, Teeradon Supapunpinyo y Eisaya Hosuwan como los compañeros de clase de Lynn, Bank, Pat y Grace, mientras que Thaneth Warakulnukroh interpreta al padre de Lynn. El rodaje tuvo lugar en locaciones de Tailandia y Australia.

## Argumento
Lynn, una de las mejores estudiantes de secundaria que vive con su padre, es aceptada en una prestigiosa escuela y obtiene una beca por sus logros académicos. Allí, se hace amiga de Grace, de buen carácter pero con problemas académicos. Lynn comienza a ayudar a Grace a hacer trampa en los exámenes después de descubrir que su maestro ha estado filtrando preguntas en sesiones de tutoría privadas. Luego se le acerca el novio rico de Grace, Pat, quien le ofrece un pago a cambio de ayudarlo a él y a sus amigos. Aunque al principio se muestra renuente, Lynn acepta cuando descubre que la escuela, a pesar de su beca, cobraba cuotas adicionales a su padre, quien gana un ingreso modesto como maestro. Ella diseña un sistema de señales con las manos, basado en ciertas piezas de piano, y las usa para enviar respuestas durante los exámenes. Eventualmente crece la cantidad de clientes. Sin embargo, Bank, otro estudiante destacado, revela inadvertidamente su engaño. Ella es reprendida por su padre, y también por la escuela, que suspende su beca y revoca su oportunidad de solicitar una beca internacional a nivel universitario.

## Reparto
- Chutimon Chuengcharoensukying,
- Eisaya Hosuwan,
- Teeradon Supapunpinyo,
- Chanon Santinatornkul,
- Thaneth Warakulnukroh,
- Sarinrat Thomas,
- Ego Mikitas,
- Pasin Kuansataporn,
- Sahajak Boonthanakit,
- Kanjana Vinaipanid,
- Valerie Bentson,
- Yuthapong Varanukrohchoke,
- Nopawat Likitwong,
- Salaithip Charubhumi[1]

## Recepción
Bad Genius se estrenó en Tailandia el 3 de mayo de 2017 a las 20:00, en las primeras proyecciones preliminares antes de su estreno completo al día siguiente. Obtuvo respuestas positivas de los espectadores. La película se proyectó en 216 pantallas, recaudó 44,15 millones de baht (1,3 millones de dólares estadounidenses) durante su primer fin de semana y ocupando el primer lugar en la taquilla de Tailandia durante dos semanas consecutivas. Superó los 100 millones de baht, un punto de referencia de éxito para las películas tailandesas, el 20 de mayo. , y al final de su presentación en cines el 14 de junio, había ganado 112,15 millones de baht (3,3 millones de dólares), lo que la convierte en la película tailandesa con mayor recaudación de 2017.
La película se estrenó internacionalmente en el este y sudeste de Asia, así como en Australia y Nueva Zelanda. Los países y territorios incluyen Laos, Singapur, Camboya, Taiwán, Malasia y Brunéi, Hong Kong y Macao, Indonesia, Myanmar, Vietnam, China continental, Australia y Nueva Zelanda. Ocupó el primer lugar en la taquilla de Hong Kong en su primer fin de semana, mientras que en Taiwán y Malasia, la película se estrenó en pantallas limitadas, pero rápidamente ganó popularidad gracias al boca a boca en línea, y también aumentó a la cima de la taquilla en Taiwán. Rompió récords de mejor película tailandesa en Camboya, Taiwán, Malasiay y Hong Kong.
En la página web tomatazos obtuvo un 100% de aceptación.